# Cmentarz przy ulicy Józefowskiej w Katowicach
Cmentarz przy ulicy Józefowskiej w Katowicach – cmentarz parafialny należący do parafii św. Józefa Robotnika w Katowicach-Józefowcu położony przy skrzyżowaniu ulicy Józefowskiej i ulicy Słonecznej, nieopodal kościoła parafialnego, na terenie dzielnicy Wełnowiec-Józefowiec. 
Cmentarz ten o powierzchni 1,934 hektarów został założony i poświęcony przez ks. Pawła Michatza 28 lipca 1923 roku. W 1958 roku cmentarz został powiększony, jednak obecnie trudno znaleźć na nim groby z początków istnienia józefowieckiej parafii. Chowani są na nim także zmarli z parafii Najświętszego Serca Pana Jezusa w Katowicach-Kosztuce.
Nad wejściem do cmentarza wznosi się brama wybudowana w stylu modernistycznym. Kaplica na józefowieckim cmentarzu wpisana jest do gminnej ewidencji zabytków, natomiast na podstawie przepisów miejscowych planów zagospodarowania przestrzennego cmentarz ten stanowi strefę ochrony konserwatorskiej. Grób ks. Józefa Stokowego zdobi zaś stojąca na cokole kopia „Piety” Michała Anioła.
| - Wejście na cmentarz od strony ulicy Józefowskiej - Nagrobek ks. Józefa Stokowego z kopią „Piety” Michała Anioła - Jedna z alejek na józefowieckim cmentarzu |

## Znane osoby pochowane na cmentarzu
- Andrzej Stanisław Barczak (1939–2019) – ekonomista, profesor nauk ekonomicznych, wykładowca Uniwersytetu Ekonomicznego w Katowicach[6];
- Maciej Cieśla (1989–2016) – grafik komputerowy, projektant oprawy graficznej Światowych Dni Młodzieży w 2016[7];
- Mieczysław Grzyb (1923–1979) – historyk, doktor nauk humanistycznych, nauczyciel akademicki Wydziału Nauk Społecznych Uniwersytetu Śląskiego w Katowicach[8];
- Marek Łuczak (1972–2018) – ksiądz katolicki, wykładowca Uniwersytetu Ekonomicznego w Katowicach;
- Paweł Michatz (1883–1945) – ksiądz katolicki, pierwszy proboszcz parafii w Józefowcu[9];
- Józef Mróz (1904–1969) – uczestnik III powstania śląskiego, oznaczony Śląskim Krzyżem Powstańczym[10][11];
- Ignacy Walenty Nendza (1944–2024) – himalaista[12];
- Bogusław Ochwał (1928–1997) – ksiądz katolicki, proboszcz parafii w Józefowcu w latach 1969–1994[9];
- Jerzy Pawlik (1919–2009) – ksiądz katolicki, prałat, delegat Episkopatu Polski ds. emigrantów[2];
- Krzysztof Rostański (1930–2012) – biolog, profesor Uniwersytetu Śląskiego;
- Dominik Samek (1936–2011) – lekarz, docent Śląskiej Akademii Medycznej w Katowicach i rektor Śląskiej Wyższej Szkoły Medycznej w Katowicach;
- Franciszek Sitek (1895–1931) – żołnierz, uczestnik powstań śląskich, kawaler Krzyża Srebrnego Orderu Wojskowego Virtuti Militari;
- Władysław Zieliński (1939–1987) – historyk, wicedyrektor Śląskiego Instytutu Naukowego.

| - Grób Macieja Cieśli - Grób Józefa Mroza - Grób Krzysztofa Rostańskiego - Grób Dominka Samka - Grób Władysława Zielińskiego |